# Омладинско позориште „Гвоздени театар”
| Омладинско позориште „Гвоздени театар” |                                                                              |
|                                        |                                                                              |
| Оснивач:                               | Центар за културне делатности туризам и библиотекарство општине Владичин Хан |
| Седиште:                               | Владичин Хан, Србија                                                         |
| Руководилац:                           | Предраг Станојковић, руководилац позоришта Драгана Филиповић, ментор         |
| Веб презентација                       |                                                                              |

Омладинско позориште „Гвоздени театар” у Владичином Хану званично је почео са радом 15. јуна 2018. године премијером сатиричне комедије Ординација. Са припремама је започето неколико месеци раније, екипу су чинили старији чланови дечијег позоришта Црвенкапа, на челу са Драганом Филиповић која је основала Црвенкапу и чија је дугогодишња редитељка.
Поред извођења представе, циљ је био оснивање омладинског позоришта у Владичином Хану. На једној од проба, у част Гвозденог моста-симбола града, додељено му је име Гвоздени театар. Већину чланова прве поставе чинили су средњошколци, ученици старијих разреда који ускоро, због факултетскиих обавеза, напуштају позориште. Они су оставили неизбрисив траг, а њиховим стопама наставили су садашњи чланови. Следећа представа Чиновникова смрт рађена је по истоименој новели А.П. Чехова. Пандемија коронавируса спречава даље наступе код куће као и на фестивалима. Са пробама, које су неколико пута прекидане због епидемиолошке ситуације, наставља се и припрема се Аналфабета, дело Бранислава Нушића. Не изостају ни прелепи костими и сценографија. Чланови су режију свих досадашњих представа препустили Предрагу Станојковићу. 
Наступали су на многим позоришним фестивалима, попут Међународног фестивала, Републичког фестивала и разних регионалних локалних фестивала.
Освојили су велики број награда и то: Награде за најбољу режију, сценографију, за педагошки рад, музику, костиме, најбољу мушку и женску улогу, најбоље споредне улоге и др. Позориште ради у оквиру Центра за културне делатности туризам и библиотекарство општине Владичин Хан  и сада под менторством Драгане Филиповић.